# Купальный переулок (Сестрорецк)
Купа́льный переу́лок — переулок в городе Сестрорецке Курортного района Санкт-Петербурга. Проходит от створа несуществующего участка улицы Максима Горького до улицы Андреева. Далее продолжается Лесной улицей.
Название появилось в начале XX века. Связано с тем, что переулок выходил к купальням на берегу Финского залива.
В настоящее время служит подъездом к автостоянке.